# Rani Suhanadi
Rani Suhanadi, var en indisk drottning av Sindh. 
Hon var gift med maharadja (kung) Rai Sahiras II av Sindh. Äktenskapet beskrivs som olyckligt och barnlöst. Hon inledde ett kärleksförhållande med sin makes statsminister, brahminen Raja Chach, som i praktiken styrde statens affärer.
Hennes make avled barnlös 632. När han låg på dödsbädden förklarade Suhanadi att om han dog utan tronföljare, skulle tronen övergå till hans släktingar. Hon föreslog då att Raja Chach skulle bestiga tronen, och han gick med på hennes plan. I samarbete med Raja Chach dolde hon nyheterna om kungens död, och lät offentligt förklara att kungen var för sjuk för att kunna sköta statens affärer, och hade utnämnt Chach som landets regent.
Därefter dödade Chach den döda kungens bror i ett slag. Därefter utropade Suhanadi Chach till kung och gifte sig med honom med kungliga rådets godkännande. Det avslutade Rajdynastin och påbörjade Chachdynastin. Hon blev under andra äktenskapet mor till Raja Dahir.